# رانش مرکزی
رانش مرکزی یا رانش خط مرکزی (CL)  نوعی رانش نامتقارن در هواگرد است. مثلاً در هواپیمای بوئینگ ۷۵۷، فاصلهٔ زیادی بین موتور شماره ۱ و موتور شماره ۲ وجود دارد. اگر موتور شماره ۱ این هواپیما خراب شود و هواپیما بخواهد در مقابل این نقص مقاومت کند، حول محور عمودی دچار چرخش می‌شود. حال آنکه در هواپیماهای رانش مرکزی، چنین اتفاقی رخ نخواهد داد.
هواپیماهای زیر توسط ادارهٔ هوانوردی فدرال (FAA) به‌عنوان هواپیمای رانش مرکزی طبقه‌بندی شده‌اند:
- T-37
- T-38
- F-14
- F-15 Eagle
- F-18
- F-22